# Tsagaannuur, Selenge
Tsagaannuur (tiếng Mông Cổ: Цагааннуур) là một sum của tỉnh Selenge ở miền bắc Mông Cổ. Vào năm 2008, dân số của sum là 4.257 người.

## Địa lý
Sum có diện tích khoảng 3814.72 km2. Trung tâm sum, Khuurch, nằm cách tỉnh lỵ Sükhbaatar 87 km và thủ đô Ulaanbaatar 399 km.
Khoáng sản bao gồm than đá và vật liệu xây dựng.

### Khí hậu
Nhiệt độ trung bình hàng năm trong khu vực là 2 °C. Tháng ấm nhất là tháng 6, với nhiệt độ trung bình là 24 °C và lạnh nhất là tháng 1, với -24 °C.

## Kinh tế
Sum có một trường học, bệnh viện và xí nghiệp.